# Александрова, Ангелина Васильевна
Ангелина Васильевна Александрова (род. 1942, Москва) — советский хозяйственный и государственный деятель, лауреат Государственной премии СССР за выдающиеся достижения в труде.

## Биография
Родилась в 1942 году в Москве. Член КПСС.
Осиротела в девять лет.
Окончила фабрично-заводское училище при швейной фабрике имени Клары Цеткин (1958), Калининградский механико-технологический техникум (1983).
В 1958—1991 годах — швея-мотористка, бригадир цеха № 9 швейной фабрики имени Клары Цеткин.
За высокую эффективность и качество работы при производстве товаров народного потребления была в составе коллектива удостоена Государственной премии СССР за выдающиеся достижения в труде 1981 года.
Делегат XXVI съезда КПСС.
Жила в Москве.

## Награды
- Орден Ленина
- Орден Трудового Красного Знамени